# Roščićava piskavica
Roščićava piskavica (grozdasta piskavica, piskavica rogata, žvetuljina, djetelina rogata, lat. Trigonella esculenta) je biljka iz roda piskavica, porodica mahunarki.  Raste po južnoj Europi (uključujući Hrvatsku) i Indijskom potkontinentu.

## Fizičke karakteristike
To je jednogodišnja biljka koja naraste do 0,6 m. Vrsta je hermafrodit (ima i muške i ženske organe) i oprašuju je kukci.
Odgovaraju joj: laka (pješčana), srednja (ilovasta) i teška (glinasta) tla. Prikladan pH: blago kisela, neutralna i bazična (blago alkalna) tla. Ne može rasti u sjeni. Voli suha ili vlažna tla.

## Medicinska upotreba
Plod je adstrigens (sredstva koja stežu tkivo); gorak. Primjenjuje se izvana za stavljanje na otekline i modrice.
Kew ovu vrstu navodi kao sinonim za Trigonella balansae.